# Federazione Industria Musicale Italiana
Die Federazione Industria Musicale Italiana (italienisch für „Verband Italienische Musikindustrie“), kurz FIMI, ist ein 1992 gegründeter italienischer Berufsverband der Musikindustrie. Die Organisation gehört zu Confindustria und ist die einzige italienische Landesgruppe der IFPI. Seit 1995 veröffentlicht die FIMI die offiziellen italienischen Charts, außerdem verleiht sie die Auszeichnungen für Musikverkäufe.

## Geschichte und Organisation

### Gründung
Die führenden Vertreter der italienischen Musikindustrie schlossen sich 1948 zur Associazione Fonografici Italiani (AFI) zusammen. Neben negativen Entwicklungen auf dem Musikmarkt litt die AFI allerdings spätestens seit den 90er-Jahren an internen Konflikten zwischen den multinationalen Konzernen und den unabhängigen Musikproduzenten, was 1992 zu einer Trennung führte: Die AFI wurde zur reinen Interessenvertretung der unabhängigen Musikproduktion umfunktioniert, während die multinationalen Konzerne ihrerseits die FIMI gründeten.
Die Konflikte zwischen AFI und FIMI dauerten an, so kritisierte die AFI etwa vehement die durch die FIMI ab 1995 veröffentlichten Charts. Erst 2001 kam es zur gegenseitigen Anerkennung der jeweiligen Confindustria-Vertretung, was den Grundstein für die weitere Zusammenarbeit legte; 2005 einigten sich FIMI und AFI schließlich auf eine einzige, gemeinsame Vertretung in Confindustria.

### Organisationsstruktur
Aktuell wird die FIMI von Enzo Mazza als geschäftsführendem Vorstandsmitglied (consigliere delegato) vertreten. Den restlichen Vorstand (consiglio direttivo) bilden Andrea Rosi (Präsident von Sony Music Entertainment Italy), Alberto Pojaghi (ehemaliger FIMI-Präsident), Marco Alboni (Warner Music Italia), Alessandro Massara (Universal Music Italia) und Dino Stewart (BMG Rights Management Italy).
Der studierte Politikwissenschaftler Enzo Mazza war schon seit 1998 Generaldirektor (direttore generale) der FIMI und wurde 2005 zum Nachfolger von Präsident Pojaghi gewählt; aktuell ist Mazza zudem Präsident des SCF Consorzio Fonografici (Musik-Verwertungsgesellschaft), Präsident der Federazione contro la pirateria musicale e multimediale (FPM) (IFPI-Organisation zur Bekämpfung der Produktpiraterie in Italien) und Mitglied des Board of Directors der American Chamber of Commerce in Italy.

## Tätigkeiten
Die FIMI „schützt und fördert die mit der Musikindustrie verbundenen Aktivitäten und bietet ihren Mitgliedern zudem Dienste und Vorteile, im Einzelnen:“
- Institutionelle Beziehungen und Lobbying (Relazioni istituzionali e lobbying)
- Forschung und Studien (Ricerche e Studi)
- Organisation von Tagungen und Seminaren sowie Bereitstellung von News und Presseschauen (Convegni, seminari, news e rassegna stampa)
- Schutz vor Produktpiraterie und Urheberrechtsverletzungen (Tutela della contraffazione)
- Verträge und Branchenabkommen (Contrattazione e Accordi di Settore)
- Rechtsberatung (Assistenza Legale)
- begünstigende Konventionen (Convenzioni)

Daneben veröffentlicht die FIMI die wöchentlichen Charts (classifiche) und die Auszeichnungen für Musikverkäufe (certificazioni).

### Charts

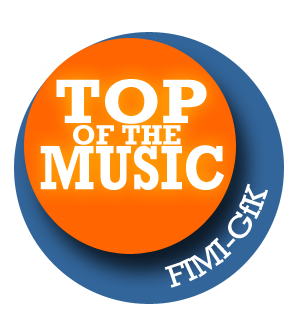
Logo der FIMI-GfK-Charts

Die FIMI-Charts entstanden u. a. als Konkurrenz zu den zeitweise von der AFI geförderten Charts der Zeitschrift Musica e dischi. Seit März 1995 gibt es Albumcharts, seit 1997 auch Singlecharts, welche jedoch 2008 durch die Download-Charts ersetzt wurden. Für die Ermittlung beauftragte die FIMI das Marktforschungsinstitut Nielsen; an dessen Stelle trat 2010/2011 GfK Retail and Technology Italia.
Aktuell veröffentlicht die FIMI folgende wöchentliche Charts:
- Album (Album- und Kompilationscharts)
- Top Singoli (Download- und Streamingcharts)
- Vinili (Vinyl-Alben)

### Auszeichnungen für Musikverkäufe
Die FIMI übernahm bei ihrer Gründung die Vergabe der Auszeichnungen für Musikverkäufe. Ab 1995 wurden Gold, Platin und Diamant für Alben vergeben, mit zunächst gleichbleibenden, ab 2005 allerdings häufig sich ändernden Schwellenwerten verkaufter Einheiten. Silber wurde nur von 2005 bis 2007 vergeben. Single-Auszeichnungen werden seit 1999 vergeben, die Diamantene Schallplatte wird hierfür seit 2014 vergeben.
Die Veröffentlichung der seit dem Jahr 2009 vergebenen Auszeichnungen erfolgt über die Website der FIMI. Die zugrundeliegenden Verkaufszahlen wurden wie die Charts zunächst durch Nielsen ermittelt, seit 2010 hingegen ist GfK dafür zuständig. Die Verkaufszahlen richten sich dabei ausschließlich nach den Verkäufen seit Einführung der neuen Website 2009, wodurch die Auszeichnungen für Veröffentlichungen vor 2009 nicht die tatsächliche Verkaufszahl widerspiegeln.

#### Alben
| Auszeichnung | Januar 1995 – Dezember 2004 | Januar 2005 – Dezember 2007 | Januar 2008 – August 2010 | September 2010 – Dezember 2011 | Januar 2012 – Dezember 2013 | seit Januar 2014 |
| ------------ | --------------------------- | --------------------------- | ------------------------- | ------------------------------ | --------------------------- | ---------------- |
| Silber       | —                           | 20.000                      | —                         | —                              | —                           | —                |
| Gold         | 50.000                      | 40.000                      | 35.000                    | 30.000                         | 30.000                      | 25.000           |
| Platin       | 100.000                     | 80.000                      | 70.000                    | 60.000                         | 60.000                      | 50.000           |
| 2× Platin    | —                           | 160.000                     | 140.000                   | 120.000                        | 120.000                     | 100.000          |
| 3× Platin    | —                           | —                           | —                         | —                              | 180.000                     | 150.000          |
| …            |                             |                             |                           |                                |                             |                  |
| Diamant      | 400.000                     | 400.000                     | 350.000                   | 300.000                        | 600.000                     | 500.000          |

Für Kompilationen gelten die gleichen Schwellen.

#### Singles
| Auszeichnung | Januar 1999 – Dezember 2004 | Januar 2005 – Dezember 2008 | Januar 2009 – Dezember 2013 | Januar 2014 – Januar 2015 | Februar 2015 – Dezember 2019 | Januar 2020 – Dezember 2021 | Januar 2022 – Dezember 2024 | seit Januar 2025 |
| ------------ | --------------------------- | --------------------------- | --------------------------- | ------------------------- | ---------------------------- | --------------------------- | --------------------------- | ---------------- |
| Gold         | 25.000                      | 10.000                      | 15.000                      | 15.000                    | 25.000                       | 35.000                      | 50.000                      | 100.000          |
| Platin       | 50.000                      | 20.000                      | 30.000                      | 30.000                    | 50.000                       | 70.000                      | 100.000                     | 200.000          |
| 2× Platin    | —                           | —                           | 60.000                      | 60.000                    | 100.000                      | 140.000                     | 200.000                     | 400.000          |
| 3× Platin    | —                           | —                           | —                           | 90.000                    | 150.000                      | 210.000                     | 300.000                     | 600.000          |
| …            |                             |                             |                             |                           |                              |                             |                             |                  |
| Diamant      | —                           | —                           | —                           | 300.000                   | 500.000                      | 700.000                     | 1.000.000                   | 2.000.000        |

#### Videoalben
| Auszeichnung | Verkaufseinheiten |
| ------------ | ----------------- |
| Gold         | 15.000            |
| Platin       | 30.000            |

Daten zu Videoalben (Musik-DVDs) wurden nur bis 2015 erhoben.

## Belege
1. 1 2  La storia. AFI, archiviert vom Original (nicht mehr online verfügbar) am 21. April 2018; abgerufen am 27. Mai 2018.  Info: Der Archivlink wurde automatisch eingesetzt und noch nicht geprüft. Bitte prüfe Original- und Archivlink gemäß Anleitung und entferne dann diesen Hinweis.
2. ↑  FIMI – Chi siamo. FIMI, abgerufen am 11. Februar 2015.
3. ↑  Mario Luzzatto Fegiz: Neri per caso a ruota del Boss battono Fiorello. In: Corriere della Sera. 7. März 1995, S. 35 (Onlineartikel [abgerufen am 4. Februar 2015]).
4. ↑  Mark Dezzani: Italy – News. In: Billboard. 14. Juni 1997, S. 57 (Seite in Google Books [abgerufen am 4. Februar 2015]).
5. ↑  Consiglio direttivo. FIMI, abgerufen am 25. Dezember 2021 (italienisch).
6. ↑  Enzo Mazza – Profil. The Huffington Post, archiviert vom Original (nicht mehr online verfügbar) am 11. Mai 2015; abgerufen am 6. April 2015.  Info: Der Archivlink wurde automatisch eingesetzt und noch nicht geprüft. Bitte prüfe Original- und Archivlink gemäß Anleitung und entferne dann diesen Hinweis.
7. ↑  Enzo Mazza riconfermato Presidente FIMI. SIAE, 1. August 2011, abgerufen am 23. März 2015 (italienisch).
8. ↑  FIMI, è Enzo Mazza il nuovo presidente. In: Rockol.it. 1. Juni 2005, abgerufen am 23. März 2015 (italienisch).
9. ↑  FIMI nella continuità, Enzo Mazza riconfermato presidente. In: Rockol.it. 29. Juli 2011, abgerufen am 23. März 2015 (italienisch).
10. ↑  Organi sociali. SCF Consorzio Fonografici, abgerufen am 27. Mai 2018 (italienisch).
11. ↑  FPM. FIMI, abgerufen am 23. März 2015 (italienisch).
12. ↑  Board of Directors. American Chamber of Commerce in Italy, abgerufen am 25. Dezember 2021 (italienisch).
13. ↑  Chi siamo. FIMI, abgerufen am 17. Juli 2025 (italienisch): „FIMI tutela e promuove le attività connesse all’industria discografica, fornisce inoltre servizi e vantaggi alle imprese associate, in particolare“.
14. 1 2  FIMI: al via il disco d’oro e di platino per i Cd singoli. 3. Juni 1999, abgerufen am 20. März 2015.
15. ↑  Riccardo Zagaglia: Da settembre 2010 i PDF FIMI sulle certificazioni e relative informazioni. In: Soundsblog.it. Blogo Entertainment, 21. September 2010, abgerufen am 20. März 2015.
16. ↑  Massimiliano Longo: Certificazioni Fimi: La solitudine di Laura Pausini e Sei bellissima di Loredana Berté disco d’oro… nel 2019. Ecco perché… In: All Music Italia. 21. September 2019, abgerufen am 14. Januar 2022 (italienisch).
17. ↑  Flavio Brighenti: Neri, davvero un caso. In: La Repubblica. 15. März 1995, S. 34 (Onlineartikel [abgerufen am 20. März 2015]).
18. 1 2 3 4 5  Calano le vendite, la FIMI abbassa la soglia di dischi d’oro e di platino. Rockol.it, 14. Januar 2005, abgerufen am 20. März 2015.
19. 1 2  Vendite a picco, scendono ancora i parametri per dischi d’oro e di platino. Rockol.it, 30. Januar 2008, abgerufen am 20. März 2015.
20. 1 2  Fimi: è online il sistema di certificazione ufficiale dei dischi d’oro e di platino. FIMI, 6. September 2010, abgerufen am 17. Juli 2025.
21. ↑  Metodologia certificazioni 2012. FIMI, abgerufen am 20. März 2015.
22. 1 2  Dischi d’oro e di platino, da gennaio si abbassa ancora la soglia. Rockol.it, abgerufen am 17. März 2015.
23. ↑  Silber erhielt bspw. das Album Karmacode der Metal-Band Lacuna Coil, vgl. LACUNA COIL: disco d’argento in Italia! In: Metalitalia.com. 23. Februar 2007, abgerufen am 20. März 2015.
24. ↑  Certificazioni GfK, Week 33. (PDF) FIMI, archiviert vom Original am 23. September 2010; abgerufen am 20. März 2015: „Dalla settimana 1 del 2009 …“
25. ↑  Nota motodologia 2020-21. FIMI, abgerufen am 17. Juli 2025 (italienisch).
26. ↑  Nota motodologia 2022-23. FIMI, abgerufen am 17. Juli 2025 (italienisch).
27. ↑  Certificazioni Singoli FIMI-GfK: nuove soglie di vendita a partire dal 2025. FIMI, 16. Dezember 2024, abgerufen am 17. Juli 2025 (italienisch).